# Groß Nemerow
Groß Nemerow település Németországban, Mecklenburg-Elő-Pomeránia tartományban. Lakosainak száma 1124 fő (2023. december 31.).

## Népesség
A település népességének változása:
| Lakosok száma | 1150 | 1160 | 1160 | 1157 | 1124 |
|               | 2017 | 2019 | 2021 | 2022 | 2023 |